# Srinagar (Uttarakhand)
Srinagar es una ciudad y municipio situada en el distrito de Pauri Garhwal,  en el estado de Uttarakhand (India). Su población es de 20115 habitantes (2011). Se encuentra en la orilla izquierda del río Alaknanda.

## Demografía
Según el censo de 2011 la población de Srinagar era de 20115 habitantes, de los cuales 10751 eran hombres y 9764 eran mujeres. Srinagar tiene una tasa media de alfabetización del 92,03%, superior a la media estatal del 78,82%: la alfabetización masculina es del 94,22%, y la alfabetización femenina del 89,51%.